# Атясевское сельское поселение
Атясевское се́льское поселе́ние — муниципальное образование в Актанышском районе Татарстана Российской Федерации.
Административный центр — село Атясево.

## История
Статус и границы сельского поселения установлены Законом Республики Татарстан от 31 января 2005 года № 13-ЗРТ «Об установлении границ территорий и статусе муниципального образования "Актанышский муниципальный район" и муниципальных образований в его составе».

## Население
| 2010 | 2011 | 2012 | 2013 | 2014 | 2015 | 2016 |
| ---- | ---- | ---- | ---- | ---- | ---- | ---- |
| 770  | ↘769 | ↘744 | ↘729 | ↘716 | ↘694 | ↘689 |
| 2017 | 2018 | 2019 | 2020 |      |      |      |
| ↘688 | ↘652 | ↘637 | ↘616 |      |      |      |

## Состав сельского поселения
| № | Населённый пункт   | Тип населённого пункта       | Население |
| - | ------------------ | ---------------------------- | --------- |
| 1 | Апачево            | деревня                      |           |
| 2 | Атясево            | село, административный центр |           |
| 3 | Старое Бикчентаево | деревня                      |           |
| 4 | Чатово             | деревня                      |           |
| 5 | Чинниково          | деревня                      |           |
| 6 | Чураево            | деревня                      |           |